# 飓风艾琳 (2005年)
飓风艾琳（英語：Hurricane Irene）是2005年大西洋颶風季期间形成的一个持续时间较长的佛罗角型大西洋飓风。风暴于8月4日在佛得角附近海域形成后穿越大西洋，并围绕百慕大转向北上，最终在纽芬兰岛东南方向洋面转变成温带气旋。艾琳的热带气旋状态一共维持了14天，是这年大西洋飓风季持续时间最长的天气系统，也是这个创纪录飓风季的第9个获得命名的风暴和第4场飓风。
艾琳的强度经过数次波动，令气象部门难以对其动向作出准确预测。8月10日时风暴几已消散，但到了8月16日却又已达到二级飓风的最高强度，最终在8月18日被一片更大的温带天气系统吸收。由于对其行动路径的预测存在困难，气象部门曾一度担心艾琳会登陆美国，但实际上这个气旋自始至终都没有接近过陆地，也没有出现其造成任何损失的报道。不过风暴产生了高达2.4米的涌浪和强劲的离岸流，导致纽约州纳苏县长滩有一人丧生。

## 气象历史
8月1日，一股强劲的东风波离开非洲西海岸，起初由于海面温度较低而有所减弱，但在向西行进至从佛得角附近海域经过后，其对流开始有所增加。系统的组织性得以改善，于8月4日下午在佛得角东南方向约1100公里处洋面上空发展成第九号热带低气压。8月5日清晨，低气压突然向西北方向急剧转向，进入一片风切变更强的区域，导致部分计算机模型预测系统将会消散，其他的模型则认为风暴会稳步增强。对于风暴存在突然出现的这一威胁，美国国家飓风中心预报员里克辛·阿维拉（Lixion Avila）表示：“我们对热带气旋真是所知甚少。”。虽然系统组织欠佳，并且周边环境也不利于发展，但第九号热带低气压还是在继续增强，于8月7日成为热带风暴并由美国国家飓风中心命名为“艾琳”（Irene）。

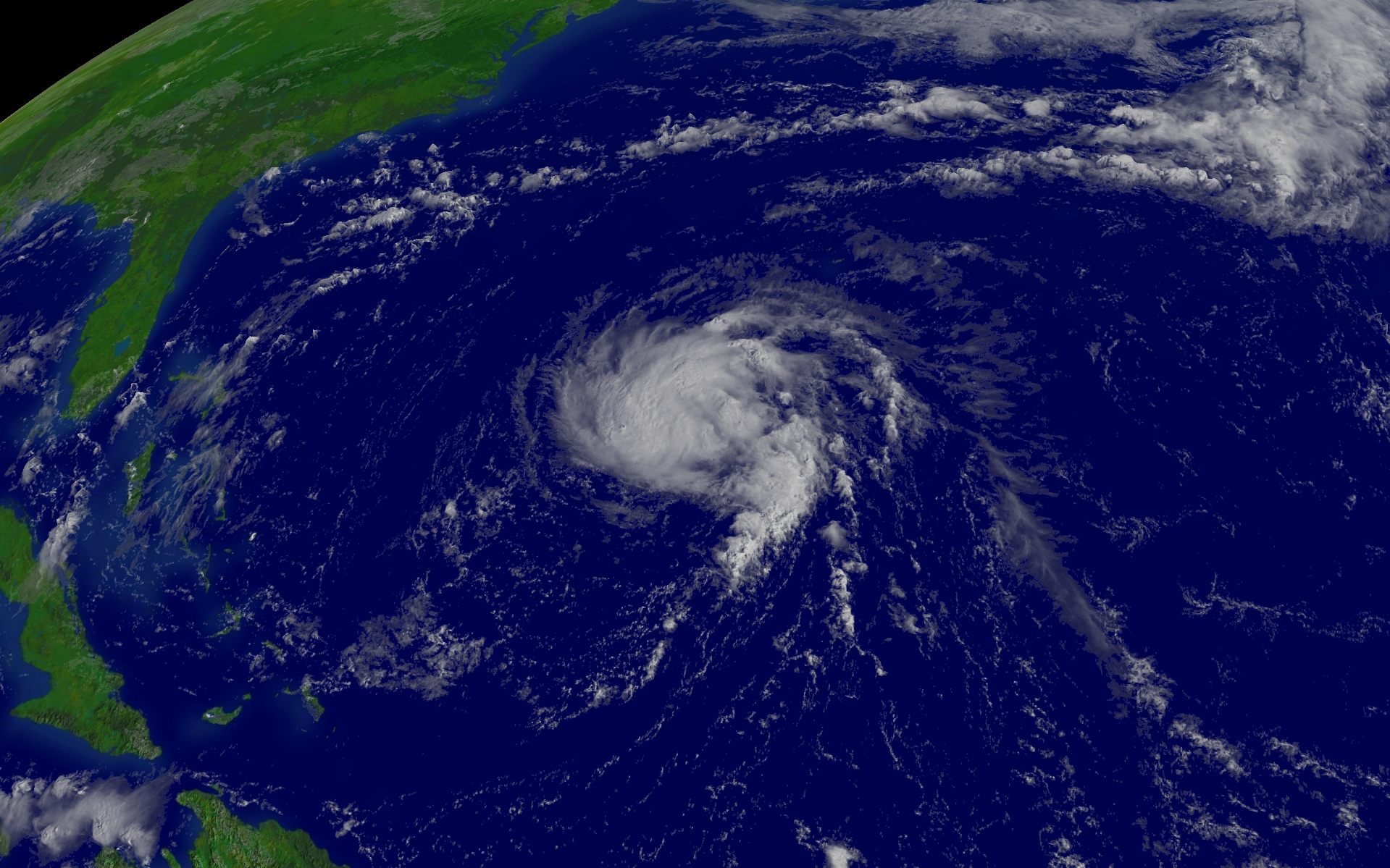
8月12日处于热带风暴强度的艾琳。

由于所处环境充满干空气和强烈的风切变，热带风暴艾琳很快在8月8日减弱成热带低气压。8月10日早上，低气压在从小安的列斯群岛北面经过的过程中几乎退化成了残留低气压，但气象部门还是预计风暴会继续存在，只是对这一预测“实在是信心不足”。接下来百慕大以南洋面温暖的海水和较少的风切变令低气压逐渐组织起来，于8月11日清晨再度增强为热带风暴。
由于计算机模型无法对风暴与所处海域的副热带高压脊之间将会出现的相互作用作出确定性的判断，因此对艾琳未来动向的预测也不甚明了。一些模型预计风暴会在北卡罗莱纳州登陆，还有一些仍然认为艾琳将会消散。接下来副热带高压脊中存在的一处弱点令艾琳向北面大幅转向，于8月15日在北卡罗莱纳州外滩群岛和百慕大之间的中部海域穿过。不久，上层风切变有大幅减弱，风暴因此迅速增强至飓风强度，然后于8月16日下午在百慕大东北方向约560公里处洋面达到每小时170公里的最大风速，达到萨菲尔-辛普森飓风等级下的二级飓风标准，与此同时，飓风也达到了970毫巴（百帕，28.64英寸汞柱）的最低气压。虽然美国国家飓风中心的气象学家曾认为艾琳很可能会增强为飓风，但他们都没料到会达到这样高的强度。
飓风艾琳进入了一片垂直风切变有所增多的海域并开始减弱，于8月18日清晨在纽芬兰岛瑞斯角（Cape Race）以南约830公里洋面减弱为热带风暴，并在8月18日进入水温大幅降低的海域后最终转变成溫帶氣旋，于当天晚些时候被一股规模更大的温带系统吸收。艾琳作为热带气旋一共持续了14天，是2005年大西洋飓风季持续时间最长的风暴。

## 影响、纪录与命名

8月14日的这张卫星图像显示热带风暴艾琳位于美国近海。

由于飓风艾琳一直远离陆地，所以气象部门没有向任何地区发布热带气旋警告和观察预警。虽然风暴的持续时间很长，但并没有出现任何船只遭受到热带风暴强度大风影响的报道，风暴也没有造成任何破坏。但是，这场飓风产生了大浪，增大了美国东岸出现离岸流的风险。新泽西州有多个海滩对下海游泳加以限制，其中一个海滩的救生员在三天的时间里进行了上百次营救行动。纽约州海岸沿海出现了1.2到2.4米的中浪。8月14日，一位16岁的男孩在长滩附近被离岸流卷走后淹死。他的尸体一直到8月16日被水冲上岸后才被找到。
8月7日热带风暴艾琳形成时创下了大西洋飓风季最早形成的第九个热带风暴纪录，比之前1936年大西洋飓风季所保持的纪录要早13天。同时这也成为“艾琳”（Irene）这一名称第5次为北大西洋热带气旋命名。由于风暴没有对陆地产生什么影响，所以世界气象组织也就没有将这一名称退役，之后又在2011年大西洋飓风季期间再度使用。